# هيو أونيل
هيو أونيل (بالإنجليزية: Hugh O'Neill)‏ (16 يوليو 1954 في الولايات المتحدة - ) هو لاعب كرة قدم أمريكي في مركز الهجوم. لعب مع نادي رينجرز ودالاس تورنايدو وMemphis Rogues ‏ وCarolina Lightnin' ‏ وكليفلاند فورس ‏ وConnecticut Bicentennials ‏.